# الانتخابات الرئاسية الليبية 2021
الانتخابات الرئاسية الليبية 2021، أوّل انتخابات رئاسية في تاريخ ليبيا، كان من المقرّر أن تجرى في 24 ديسمبر 2021، قبل أن يتم تأجيلها لتاريخ غير محدد حتى الآن. كان من المخطط أن تجرى الانتخابات الرئاسية في وقت سابق، إذ حُدّد تاريخ 10 ديسمبر 2018 لإجرائها أوّل مرة، ثم أجلت لتكون في أوائل عام 2019 وهو ما لم يحصل. ستعقب الانتخابات الرئاسية انتخابات تشريعية كانت ستجرى في يناير 2022 قبل أن تُأجّل هي الأخرى.
في 8 نوفمبر 2021، أعلن رئيس المفوضية الوطنية العليا للانتخابات، عماد السايح، فتح باب الترشح للانتخابات الرئاسية والبرلمانية، على أن يستمر تلقي الطلبات للرئاسية حتى 22 نوفمبر الجاري، وللبرلمانية حتى 7 ديسمبر 2021.

## المرشحون
أعلنت مفوضية الانتخابات الليبية، الأربعاء 24 نوفمبر 2021، عن «قائمة أولية» تضم 73 مرشحا للانتخابات الرئاسية، المقررة في 24 ديسمبر المقبل، بالإضافة إلى قائمة أخرى بـ25 مرشحا مستبعدا. وقالت المفوضية، في بيان، إن فترة الطعون في إجراءات وقرارات المفوضية للأشخاص الذين تم قبولهم أو رفضهم يكون خلال المدة القانونية المحددة (12 يوما).
ومن المقرر نشر القائمة النهائية للمرشحين بحلول أوائل ديسمبر/ كانون الأول، بمجرد الانتهاء من عمليات التحقق والاستئناف.

### أبرز الأسماء المرشحة رسميًا
- سيف الإسلام القذافي، نجل الزعيم الليبي الراحل معمر القذافي.
- خليفة حفتر، لواء متقاعد والقائد العام للجيش الوطني الليبي.
- عقيلة صالح عيسى، رئيس مجلس النواب الليبي.
- فتحي باشاغا، وزير الداخلية السابق في حكومة الوفاق الوطني.
- عبد الحميد الدبيبة، رئيس وزراء حكومة الوحدة الوطنية الحالي.
- عثمان النكاع، سياسي ورجل أعمال.
- إسماعيل الشتيوي، رجل أعمال.
- سليمان البيوضي، سياسي وكاتب صحفي.
- إبراهيم الدباشي، سياسي.
- اكرم الفكحال سياسي.
- ضو ابوضاوية.
- ليلى بن خليفة .

### أبرز الأسماء المستبعدة
- علي زيدان، رئيس الوزراء الليبي السابق.
- نوري بوسهمين، رئيس المؤتمر الوطني العام السابق.

## صراعات قضائية
شهد السباق الرئاسي الليبي صراعات قضائية عدة منذ إعلان مفوضية الإنتخابات الليبية قائمة المرشحين والمستبعدين في الإنتخابات:
- بعد إعلان مفوضية الانتخابات استبعاد المرشح الرئاسي سيف الإسلام القذافي من السباق الانتخابي بذريعة وجود حكم قضائي نهائي عليه، حيث كان قد صدر ضده حكم من محكمة في طرابلس حكمت عليه بالإعدام غيابيًا في عام 2015 وهو حكم أولي غير بات سبق الاستئناف عليه ولم يصدر به أي حكم نهائي حتى الآن، قضت المحكمة الابتدائية في سبها جنوب البلاد بقبول طعن سيف الإسلام القذافي وأصدرت حكمًا ببطلان قرار استبعاده من السباق الانتخابي، إلّا إن مجلس المفوضية استأنف ضد الحكم، لترد محكمة الاستئناف في مدينة سبها يوم الخميس 2 ديسمبر 2021 برد الاستئناف بحكم نهائي بات بقبول الطعن المقدم من سيف الإسلام القذافي وإلزام المفوضية بإعادته إلى السباق الرئاسي المرتقب في 24 ديسمبر المقبل.[8][9]
- قضت المحكمة الابتدائية بمدينة الزاوية الليبية، مساء الثلاثاء 30 نوفمبر، بإستبعاد اللواء المتقاعد خليفة حفتر من قائمة المرشحين للانتخابات الرئاسية القادمة، بحسب وسائل إعلام ليبية.[10] رفضت محكمة استئناف طرابلس الإثنين 6 ديسمبر 2021 حكم الطعن الصادر ضد المرشح الرئاسي خليفة حفتر من محكمة الزاوية الابتدائية لعدم اختصاصها المكاني في النظر بالدعوة، وبناءاً على هذا الحكم يعود حفتر إلى السباق الرئاسي.[11]
- أعلنت لجنة الطعون الابتدائية بمحكمة استئناف طرابلس، الأحد 28 نوفمبر 2021، قبول الطعن ضد المرشح الرئاسي، رئيس حكومة الوحدة الوطنية الليبية، عبد الحميد الدبيبة، وإلغاء قرار المفوضية بشأن قبول ترشحه، وذلك بعد تلقي المحكمة طعنين ضد ترشح الدبيبة في وقت سابق.[12] لكن لجنة الطعون الاستئنافية في محكمة استئناف طرابلس قضت برفض الطعنين المقدمين ضد ترشح رئيس حكومة الوحدة الوطنية عبد الحميد الدبيبة للانتخابات الرئاسية وبالتالي عودته للسباق الرئاسي.[13][14]

## احتجاجات ورفض لبعض الترشحات
شهدت عدة مراكز انتخابية في غرب ليبيا عمليات اقتحام وإغلاق من قبل جهات رافضة لترشح كل من سيف الإسلام القذافي وخليفة حفتر واعتراضا على القانون الانتخابي الذي مرره البرلمان الليبي، وصرح عضو بمجلس المفوضية الوطنية العليا للانتخابات في تصريح لفرانس برس الاثنين 15 نوفمبر 2021 إن «سكانًا محتجين على  ترشح سيف الإسلام القذافي للانتخابات الرئاسية أغلقوا عددًا من المراكز الانتخابية في مدن الزاوية وغريان والخمس وزليتن، كما أن أنباء وصلتنا تفيد بإغلاق عدد آخر من المراكز لم يتم التأكد منها حتى الآن».
وأعلن المجلس البلدي لمدينة مصراتة والتي شهد المقر الفرعي للانتخابات فيها وقفة احتجاجية أيضًا، في بيان الاثنين 15 نوفمبر، رفضه الانتخابات المقبلة في «صورتها الحالية المَعِيبة» على حد تعبيره، واتهم مفوضية الانتخابات «بالتآمر على الشعب الليبي»، وطالبها بالاعتذار.
كما دعا رئيس المجلس الأعلى للدولة في ليبيا خالد المشري إلى مقاطعة الانتخابات احتجاجا على السماح بترشح من سماهم «المجرمين»، في إشارة إلى اللواء المتقاعد خليفة حفتر وسيف الإسلام القذافي اللذين يعتزمان خوض السباق الرئاسي المقرر قبل نهاية العام الجاري. وفي 11 نوفمبر 2021، دعا الصادق الغرياني مفتي المجلس الوطني الانتقالي المؤقت من مقر إقامته في تركيا: إلى «إغلاق المفوضية» و«منع الانتخابات» ولو «بقعقعة السلاح» حسبما جاء في بيان تلفزي بث عبر برنامج «الإسلام والحياة» الذي يذاع على قناة «التناصح».
في نوفمبر 2021، تظاهر مئات الليبيين في طرابلس ضد ترشح من وصفوهم بـ «مجرمي الحرب» للانتخابات وذلك تنديدا بترشح سيف الإسلام القذافي نجل الزعيم الراحل معمر القذافي، واللواء المتقاعد خليفة حفتر للانتخابات الرئاسية.

## تأجيلها
في نوفمبر 2021، توصلت الأطراف المشاركة في منتدى الحوار السياسي الليبي إلى تحديد موعد الانتخابات الرئاسية والتشريعية في 24 ديسمبر 2021 بمباركة الأمم المتحدة. لكن بسبب الصراعات السياسية بالبلاد بالإضافة إلى قانون تنظيم الانتخابات «المثير للجدل والانقسام»، أجلت المفوضية العليا للانتخابات موعد الاستحقاق الانتخابي، وأرجعت المفوضية فشل إجراء الانتخابات في موعدها بسبب الثغرات في قانون الانتخابات، وتدخل القضاء في عملها خلال الطعون التي قضت المحاكم فيها بشطب ثم إعادة بعض المرشحين.

## وصلات خارجية
- المفوضية الوطنية العليا للانتخابات